# Розщеплення піднебіння

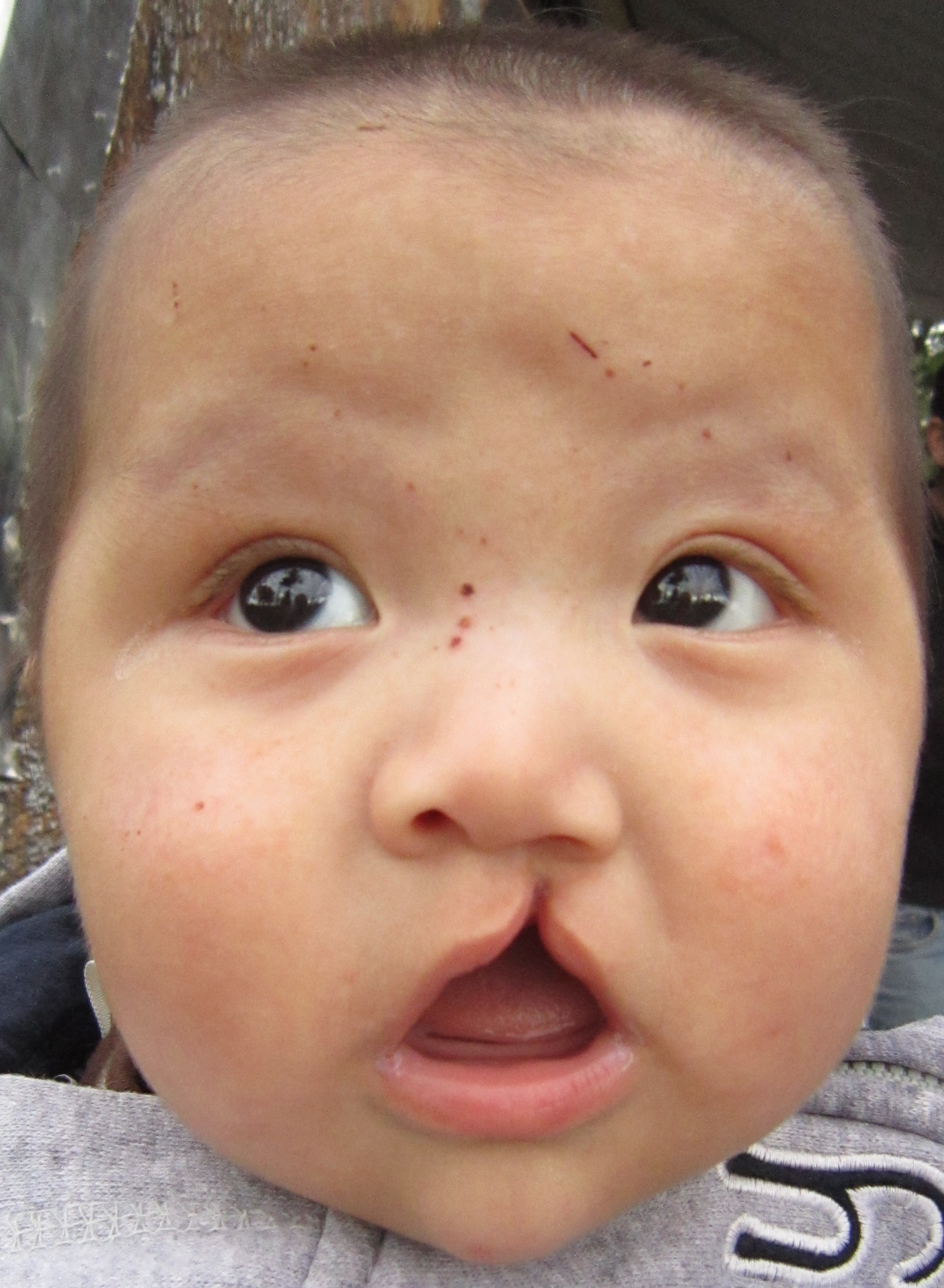

Розщеплення піднебіння (лат. cheiloschisis) — розщеплення в середній частині піднебіння, що виникає внаслідок незарощення двох половин піднебіння в період ембріонального розвитку. Може бути уражена лише частина піднебіння (наприклад, тільки м'яке піднебіння або язичок піднебіння), або ж розщеплення може проходити по всій довжині, поєднуючись з білатеральним розщепленням в передній частині верхньої щелепи; нерідко такі діти народжуються з розщепленням губи — «заячою губою».
У більшості випадків причина народження такої дитини — спадковість. Факторами ризику вважаються алкоголь, куріння, вік матері (пологи після 35 років). Розщеплення верхньої губи та піднебіння виникає в перші два місяці вагітності, коли формуються щелепно-лицьові органи. Є різновидом алкогольної ембріопатії.
GAD1 — ген, асоційований з ризиком патології в японській популяції.